# Jessnitz
Jessnitz är ett vattendrag i Österrike. Det ligger i förbundslandet Niederösterreich, i den nordöstra delen av landet, 90 km väster om huvudstaden Wien.
I omgivningarna runt Jessnitz växer i huvudsak blandskog. Runt Jessnitz är det ganska glesbefolkat, med 43 invånare per kvadratkilometer.